# Rund um Wannsee
Rund um Wannsee ist eine internationale Ruderregatta, die jährlich am 3. Oktober in Berlin ausgetragen wird. Offizieller Name im Jahr 2008: 7. Internationale BRC-Langstrecken Regatta „Rund um Wannsee“ – Ein Ruderfest für jedermann: Die Regatta durch Ost und West am Tag der Deutschen Einheit. Sie wird vom Berliner Ruder-Club unter der Leitung von Philip Schmolling und Uwe Graf veranstaltet, das Rahmenprogramm wird wesentlich von Ruder-Weltmeister Robert Sens und dem Organisationsteam gestaltet.
Sie besteht aus diversen Rennen im Vierer und Achter, die alle im Massenstart auf eine 15 km lange Strecke gehen. Parallel findet ein Rennen für Kinder statt, dass über 3 km geht und auch wie die Hauptrennen sein Ziel auf dem Kleinen Wannsee vor dem Bootshaus des Berliner Ruder-Clubs hat. 2008 wurde erstmals zusätzlich eine vom Landesruderverband Berlin ausgeschriebene Ruder-Sternfahrt veranstaltet.

## Geschichte
Vorläufer von Rund um Wannsee waren diverse interne Regatten des Berliner Ruder-Clubs, die jedoch fast immer über eine kurze Distanz von 500 m durchgeführt wurden. Eine der wenigen Ausnahmen bildete 1995 die vom damaligen Cheftrainer Uwe Graf organisierte Regatta „Wannsee-Achter“, die über eine Streckenlänge von 16 km ging. Im Gegensatz zu Rund um Wannsee gab es jedoch keinen Massenstart, sondern, wie bei Langstreckenregatten üblich, einen fliegenden Start mit 60 Sekunden Zeitabstand zwischen den startenden Booten. Gestartet wurden die Rennen nicht auf dem Großen Wannsee, sondern vor dem Berliner Ruder-Club auf dem Kleinen Wannsee. Abgesehen davon hatten die 12 Boote, die beim „Wannsee-Achter“ am Start lagen, dieselbe Strecke vor sich, wie heute die Teilnehmer von Rund um Wannsee. Eine Wiederholung des „Wannsee-Achters“ gab es jedoch nicht; die folgenden Jahre wurden wieder interne Regatten über 500 m durchgeführt.
2002 organisierte der damalige Ruderwart des Berliner Ruder-Clubs, Alfred Schmolling, erneut eine Regatta über eine lange Strecke, jedoch diesmal mit Massenstart auf dem Großen Wannsee: Die erste Auflage von Rund um Wannsee. Verantwortlich für die sportliche Leitung der Regatta war damals wie heute sein Sohn Philip Schmolling (Ausnahme im Jahr 2005). Im Rahmen von personellen Änderungen im Vorstand des Berliner Ruder-Clubs hat der Sportvorsitzende Uwe Graf 2005 die Position des Organisationschefs von Alfred Schmolling übernommen und bis heute inne.
Waren bei den internen Regatten nur Boote vom Berliner Ruder-Club und manches Jahr auch Boote vom benachbarten Ruderklub am Wannsee am Start, folgten der Einladung des Berliner Ruder-Club nun auch Boote aus ganz Berlin, Deutschland und dem internationalen Bereich. So starteten in den letzten Jahren immer wieder Boote aus Berlin, Frankfurt, Hamburg, Lübeck, Dortmund, Rostock, Köln, Essen, Böllberg, Vilshofen, und weitere. Aus dem Ausland kamen vor allem Briten, aber auch eine Delegation aus China im Jahr 2007. Eine Besonderheit war der in den letzten Jahren vom Berliner Ruder-Club gebildete „All-Star-Achter/Wannsee-Express“, der aus ehemaligen Weltmeistern und Olympiasiegern aus der ganzen Welt zusammengesetzt war. Im Jahr 2007 trat dieser gegen eine Auswahl Ruderer der deutschen Nationalmannschaft an.
Das große Interesse von Ruderern aus Berlin, Deutschland und der Welt an der Regatta machte es möglich und notwendig, die Regatta 2008 zum ersten Mal als internationale Regatta des Weltruderverbandes auszuschreiben.

## Die Strecke

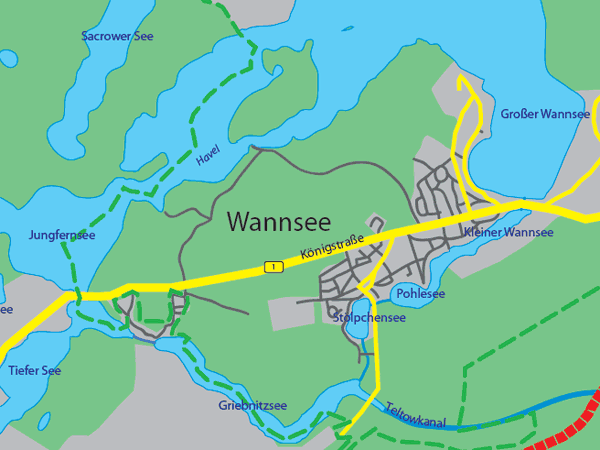
Karte von den Gewässern, auf denen die Regattastrecke entlang geht

### Hauptrennen im gesteuerten Achter und im gesteuerten Sechser – 15km
Mit einem für den Rudersport außergewöhnlichen Massenstart beginnen die Rennen auf dem Großen Wannsee. Weitergerudert wird dann auf der Havel an der Pfaueninsel vorbei, auf den Jungfernsee und unter der Glienicker Brücke entlang auf die Glienicker Lake. Anschließend wird auf dem Griebnitzkanal vom Griebnitzsee über den Stölpchensee und Pohlesee bis zum Kleinen Wannsee gerudert. Das Ziel ist vor dem Bootshaus des Berliner Ruder-Clubs.

### Rennen im gesteuerten Gig-Vierer – 5,5km
Der Start ist auf dem Griebnitzsee. Weiter wird gerudert über den Stölpchen- und den Pohlesee bis zum Kleinen Wannsee. Das Ziel ist vor dem Bootshaus des Berliner Ruder-Clubs.

## Besonderheiten

### Massenstart
Üblicherweise werden bei Ruderregatten entweder sechs bis acht Boote gleichzeitig gestartet oder im fliegenden Start mit einem Zeitabstand von 10 bis 60 Sekunden. Bei Rund um Wannsee werden jedoch alle Boote aus allen Rennen in einem Massenstart auf dem Großen Wannsee bzw. auf dem Griebnitzsee auf die Regattastrecke geschickt. Die Boote werden dabei in mehreren Startreihen hintereinander platziert, wobei die schnellsten Boote (Kriterium dafür sind Boots- und Altersklasse) in den ersten Reihen liegen und die langsameren weiter hinten. Auch das Startprozedere weicht von dem üblichen ab. Der Wettkampfrichter befindet sich nicht hinter den Booten, sondern auf Höhe der ersten Startlinie. Einen Fehlstart gibt es auch nicht, dafür werden für zu früh startende Boote Zeitstrafen verhängt.

### Zeitrelationen bei Masters-Rennen
In den Mastersaltersklassen (ab 27 Jahren aufwärts) werden bei Rund um Wannsee nicht wie üblich weitere Klassen nach Altersdurchschnitt der Ruderer unterteilt, sondern grundsätzlich alle Mannschaften gemeinsam gewertet. Das Konzept der sogenannten Zeitrelationsrennen (ZRR) des Deutschen Ruderverbandes wird stattdessen in einer auf die Langstrecke und den Massenstart angepassten Variante auf alle Mastersmannschaften angewandt. Die Zeitrelation wird dabei anhand des genauen Durchschnittsalters einer Mannschaft berechnet wird, und nicht nur anhand der Altersklasse.